# Daniel Veyt
Daniel Veyt (Baasrode, 1956. december 9. – ) belga válogatott labdarúgó.

## Pályafutása

### Klubcsapatban
1973 és 1976 között a K. Boom FC csapatában játszott. 1976 és 1980 között a Sint-Niklase játékosa volt. 1980-tól 1987-ig a KSV Waregem együttesében szerepelt, melynek tagjaként 1982-ben megnyerte a belga szuperkupát. 1987 és 1989 között az RFC Liège játékosa volt. 1989 és 1991 között a Gent, 1991 és 1993 között a Sporing Lokeren csapatát erősítette. 1993-ban a KSV Sottegem játékosaként fejezte be a pályafutását. 

### A válogatottban
1985 és 1989 között 12 alkalommal szerepelt a belga válogatottban és 1 gólt szerzett. Részt vett az 1986-os világbajnokságon.

## Sikerei
KSV Waregem
- Belga kupadöntős (1): 1981–82
- Belga szuperkupagyőztes (1): 1982